# 1954年の宝塚歌劇公演一覧
本項目では、1954年の宝塚歌劇公演一覧（1954ねんのたからづかかげきこうえんいちらん）について示す。

## 一覧
（）内は、作者または演出者名。

### 宝塚公演

#### 雪組
- 1月1日 - 1月30日　宝塚大劇場
  - 『勧進帳』（錢谷信昭　振付）
  - 『人間萬歳』（高木史朗）

#### 月組
- 2月3日 - 2月28日　宝塚大劇場
  - 『プリンス・イゴール』（小西松茂　脚本）
  - 『大川端』（香取仙之助　作）
  - 『たそがれの維納』（内海重典）

#### 花組
- 3月3日 - 3月30日　宝塚大劇場
  - 『みにくい家鴨の子』（高木史朗　脚本・演出）
  - 『白井權八』（平井正一郎）
  - 『王春讃歌』（小西松茂）

#### 星組
- 4月1日 - 4月29日　宝塚大劇場
  - 『春の踊り<宝塚物語>』（白井鐡造）

#### 雪組
- 5月1日 - 5月30日　宝塚大劇場
  - 『女郎蜘蛛』（坪内士行　作、花柳年之輔　演出）
  - 『春の踊り<宝塚物語>』（白井鐡造）

#### 月組
- 6月1日 - 6月29日　宝塚大劇場
  - 『サッカ・ローラ』（河村・渡辺　構成、高木史朗　構成・演出）
  - 『若き日の花咲爺』（高木史朗）

#### 花組
- 7月1日 - 7月30日　宝塚大劇場
  - 『笛吹童子』（長尾和明　脚本・演出）
  - 『黄金の河』（内海重典）

#### 星組
- 8月1日 - 8月30日　宝塚大劇場
  - 『ラヴ・パレード』（白井鐡造）

#### 雪組
- 9月1日 - 9月29日　宝塚大劇場
  - 『ラヴ・パレード』（白井鐡造）

#### 月組
- 10月1日 - 10月31日　宝塚大劇場
  - 『秋怨』（小西松茂、小野晴通　演出）
  - 『ブロードウェイ・シンデレラ』（高木史朗）

#### 花組
- 11月2日 - 11月29日　宝塚大劇場
  - 『君の名は<ワルシャワの恋の物語>』（菊田一夫）

#### 星組
- 12月1日 - 12月27日　宝塚大劇場
  - 『君の名は<ワルシャワの恋の物語>』（菊田一夫）

### 東京公演

#### 花組
- 1月1日 - 1月29日　帝国劇場
  - 『桃太郎記』（白井鐡造）

#### 月組
- 3月30日 - 4月25日　帝国劇場
  - 『アンニー・ローリー』（内海重典）
  - 『春の踊り』（白井鐡造）

#### 雪組
- 7月2日 - 8月3日　帝国劇場
  - 『われら愛す』（高木史朗）
  - 『人間萬歳』（高木史朗）

#### 星組
- 10月1日 - 10月25日　帝国劇場
  - 『サッカ・ローラ』（河村篤二・渡辺武雄　構成、高木史朗　構成・演出）
  - 『薔薇の大地』（内海重典）

### 宝塚・東京以外の日本公演

#### 星組
- 1月9日 - 1月14日　岡山、呉、徳山
  - 『宝塚幻想曲』（内海重典）
  - 『薔薇の大地』（内海重典）

- 2月24日 - 3月5日　徳島、高松、丸亀、川之江、観音寺、西条、八幡浜、松山
  - 『宝塚幻想曲』

#### 雪組
- 3月3日 - 3月6日　大阪・北野劇場
  - 『船辨慶』（水田茂）
  - 『五人道成寺』

#### 花組
- 4月12日・13日　岡山
  - 『白蓮記』

- 4月16日 - 4月25日　福岡・博多劇場
  - 『白蓮記』

- 4月26日 - 4月30日　下関、徳山、広島
  - 『白蓮記』

#### 星組
- 5月17日 - 5月31日　金沢、高田、上田、松本、長野、諏訪、静岡、清水、大垣、名古屋
  - 『ブギウギホテル』（高木史朗）
  - 『二人袴』（水田茂）
  - 『アンニー・ローリー』（内海重典）

#### 花組
- 5月26日 - 5月31日　石見
  - 『巴里はいつも唄う』
  - 『安珍清姫譚』（小野晴通）
  - 『宝塚パレード』（内村禄哉）

- 6月8日　姫路
  - 『安珍清姫譚』（小野晴通）
  - 『宝塚パレード』（内村禄哉）

#### 月組
- 8月28日・29日　岡山
  - 『武悪』（平井正一郎）
  - 『ブギウギホテル』（高木史朗）
  - 『アンニー・ローリー』（内海重典）

#### 宝塚アイスショー
- 10月19日　大阪・梅田リンク
  - 『シンデレラ・オン・アイス』

#### 雪組
- 10月19日 - 10月30日　熊本、延岡、福岡、大牟田
  - 『四つのファンタジア』（白井鐡造）
  - 『アンニー・ローリー』（内海重典）

- 11月4日 - 11月7日　徳島、今治、新居浜
  - 『四つのファンタジア』（白井鐡造）
  - 『アンニー・ローリー』（内海重典）

#### 宝塚アイスショー
- 11月6日　京都
  - 『シンデレラ・オン・アイス』

#### 月組
- 11月14日 - 11月28日　長浜、大聖寺、金沢、富山、高山、足助、浜松、大垣、宇治山田
  - 『たそがれの維納』（内海重典）
  - 『四つのファンタジア』（白井鐡造）
  - 『釣女』

#### 宝塚アイスショー
- 12月10日 - 12月12日　名古屋
  - 『シンデレラ・オン・アイス』

#### 花組
- 12月16日 - 12月21日　奈良
  - 『宝塚花のパレード』

#### 宝塚アイスショー
- 12月26日 - 12月28日　東京・後楽園
  - 『シンデレラ・オン・アイス』

### イタリア・映画撮影
- 1954年10月2日日本出発、11月12日帰国。

- ローマ市近郊のチネチッタで、日伊合作映画『蝶々夫人』の撮影に参加。

選抜生徒
- 団長:東郷晴子

- 登代春枝
- 四條秀子
- 藤波洸子
- 恵ゆたか
- 伊吹友木子
- 淀かほる
- 鳳八千代
- 梓真弓

- 姿美也子
- 田鶴千恵子
- 筑紫まり
- 朝比奈世志子
- 長良しのぶ
- 桜間秀子
- 八千草薫
- 寿美花代

（17名）